# Wizardry: Labyrinth of Lost Souls
Wizardry: Labyrinth of Lost Souls est un jeu vidéo de type aventure et dungeon crawler développé par Acquire et publié par Xseed Games sur PlayStation 3 et iOS au Japon en décembre 2009. 

## Accueil
| Wizardry: Labyrinth of Lost Souls |      |       |
| Média                             | Nat. | Notes |
| GameSpot                          | US   | 75%   |
| GamePro                           | US   | 3.5/5 |
| IGN                               | US   | 55%   |